# Espanya als Jocs Olímpics d'estiu de 1960
Espanya va estar representada als Jocs Olímpics d'Estiu de 1960 celebrats a Roma, Itàlia, per 144 esportistes (133 homes i 11 dones) que competiren en 16 esports. El portador de la bandera a la cerimònia d'obertura fou el gimnasta Jaime Belenguer.

## Medaller
L'equip olímpic espanyol va aconseguir les següents medalles:
| Esport             | Or | Plata | Bronze | Total |
| Hoquei sobre herba | 0  | 0     | 1      | 1     |
| Total              | 0  | 0     | 1      | 1     |

## Medallistes
| Esportistes | Esport                                                                                           | Esdeveniment         | Data         |
| --- | ------------------------------------------------------------------------------------------------ | -------------------- | ------------ |
| Bronze |                                                                                                  |                      |              |
| Selecció masculina d'hoquei sobre herba \| Pedro Amat Francisco Caballer Juan Calzado José Colomer Carlos del Coso José Dinarés Eduard Dualde \| Joaquin Dualde Rafael Egusquiza Ignacio Macaya Pedro Murúa Pedro Roig Luis Usoz Narciso Ventalló \| | Hoquei sobre herba                                                                               | Competició masculina | 31 de juliol |
| Pedro Amat Francisco Caballer Juan Calzado José Colomer Carlos del Coso José Dinarés Eduard Dualde | Joaquin Dualde Rafael Egusquiza Ignacio Macaya Pedro Murúa Pedro Roig Luis Usoz Narciso Ventalló |                      |              |

## Esports
| Esport             | Homes | Dones | Total |
| ------------------ | ----- | ----- | ----- |
| Atletisme          | 13    | 0     | 13    |
| Bàsquet            | 12    | 0     | 12    |
| Boxa               | 8     | 0     | 8     |
| Ciclisme           | 8     | 0     | 8     |
| Esgrima            | 8     | 3     | 11    |
| Gimnàstica         | 6     | 6     | 12    |
| Halterofília       | 2     | 0     | 2     |
| Hípica             | 4     | 0     | 4     |
| Hoquei sobre herba | 14    | 0     | 14    |
| Lluita             | 4     | 0     | 4     |
| Natació            | 8     | 2     | 10    |
| Pentatló modern    | 2     | 0     | 2     |
| Piragüisme         | 2     | 0     | 2     |
| Rem                | 18    | 0     | 18    |
| Tir                | 8     | 0     | 8     |
| Vela               | 11    | 0     | 11    |
| Total              | 128   | 11    | 139   |

## Atletisme
Vegeu Atletisme als Jocs Olímpics d'estiu de 1960

### Masculí
Pista i ruta
| Esportista      | Esdeveniment      | Eliminatòria | Eliminatòria | Quarts de final  | Quarts de final  | Semifinals       | Semifinals       | Final            | Final            |
| Esportista      | Esdeveniment      | Resultat     | Posició      | Resultat         | Posició          | Resultat         | Posició          | Resultat         | Posició          |
| --------------- | ----------------- | ------------ | ------------ | ---------------- | ---------------- | ---------------- | ---------------- | ---------------- | ---------------- |
| José Albarrán   | 100 m             | 11.2         | 7            | No es classificà | No es classificà | No es classificà | No es classificà | No es classificà | No es classificà |
| Melanio Asensio | 200 m             | 22.3         | 5            | No es classificà | No es classificà | No es classificà | No es classificà | No es classificà | No es classificà |
| Tomàs Barris    | 1.500 m           | 3:56.10      | 11           |                  |                  |                  |                  | No es classificà | No es classificà |
| José Fernández  | 3.000 m obstacles | 9:12.8       | 8            |                  |                  |                  |                  | No es classificà | No es classificà |
| Julio Gómez     | 800 m             | 1:53.90      | 8            | No es classificà | No es classificà | No es classificà | No es classificà | No es classificà | No es classificà |
| José Molins     | 5.000 m           | 14:31.30     | 9            |                  |                  |                  |                  | No es classificà | No es classificà |
| Miguel Navarro  | Marató            |              |              |                  |                  |                  |                  | 2:24:17.4        | 17               |
| Carlos Pérez    | 10.000 m          |              |              |                  |                  |                  |                  | 30:31.60         | 25               |
| José Ribas      | 50 km marxa       |              |              |                  |                  |                  |                  | 4:51:20.0        | 18               |

Concursos
| Esportista                  | Esdeveniment           | Qualificació | Qualificació | Final            | Final            |
| Esportista                  | Esdeveniment           | Distància    | Posició      | Distància        | Posició          |
| --------------------------- | ---------------------- | ------------ | ------------ | ---------------- | ---------------- |
| Luis Felipe Areta           | Salt de llargada       | 7,04         | 31           | No es classificà | No es classificà |
| Luis Felipe Areta           | Triple salt            | 14,93        | 26           | No es classificà | No es classificà |
| Miguel de la Quadra-Salcedo | Llançament de disc     | −            | 35           | No es classificà | No es classificà |
| José Luis Falcón            | Llançament de martell  | 57,24        | 26           | No es classificà | No es classificà |
| Alfonso de Andrés           | Llançament de javelina | 60,84        | 27           | No es classificà | No es classificà |

## Bàsquet
Vegeu Bàsquet als Jocs Olímpics d'estiu de 1960

### Masculí
Jugadors
| - Agustín Bertomeu - Francisco Buscató - Jesús Codina - Joaquín Enseñat - Miguel González - Jorge Guillén |  | - José Luis - Alfonso Martínez - Juan Martos - Santiago Navarro - José Nora - Emiliano Rodríguez |

Entrenador: Eduardo Kucharski
Fase de grups − Ronda preliminar − Grup D
| Equip     | J | G | P | PF  | PC  | Dif | Punts |
| --------- | - | - | - | --- | --- | --- | ----- |
| Uruguai   | 3 | 2 | 1 | 228 | 225 | +3  | 5     |
| Polònia   | 3 | 2 | 1 | 233 | 207 | +26 | 5     |
| Filipines | 3 | 1 | 2 | 228 | 248 | −20 | 4     |
| Espanya   | 3 | 1 | 2 | 222 | 231 | −9  | 4     |

Fase de grups − Classificació Novè/Setzè − Grup D
| Equip   | J | G | P | PF  | PC  | Dif | Punts |
| ------- | - | - | - | --- | --- | --- | ----- |
| França  | 3 | 3 | 0 | 270 | 173 | +97 | 6     |
| Mèxic   | 3 | 2 | 1 | 218 | 214 | +4  | 5     |
| Espanya | 3 | 1 | 2 | 180 | 222 | −42 | 4     |
| Japó    | 3 | 1 | 2 | 184 | 243 | −59 | 3     |

Classificació Tretzè/Setzè
| Equip       | J | G | P | PF  | PC  | Dif | Punts |
| ----------- | - | - | - | --- | --- | --- | ----- |
| Puerto Rico | 2 | 2 | 0 | 168 | 138 | +30 | 4     |
| Espanya     | 2 | 1 | 1 | 131 | 139 | −8  | 3     |
| Japó        | 2 | 0 | 2 | 137 | 159 | −22 | 2     |

Resultats
| Ronda                          | Data  | Hora  | Partit      | Partit  | Partit    |
| ------------------------------ | ----- | ----- | ----------- | ------- | --------- |
| Ronda preliminar − 1           | 26/08 | 23:00 | Uruguai     | 72 − 77 | Espanya   |
| Ronda preliminar − 2           | 27/08 | 17:30 | Espanya     | 82 − 84 | Filipines |
| Ronda preliminar − 3           | 29/08 | 16:00 | Polònia     | 75 − 63 | Espanya   |
| Classificació Novè/Setzè − 1   | 01/09 | 09:00 | Espanya     | 66 − 80 | Mèxic     |
| Classificació Novè/Setzè − 2   | 02/09 | 16:00 | França      | 78 − 48 | Espanya   |
| Classificació Novè/Setzè − 3   | 03/09 | 09:00 | Espanya     | 66 − 64 | Japó      |
| Classificació Tretzè/Setzè − 1 | 07/09 | 10:00 | Puerto Rico | 75 − 65 | Espanya   |

## Boxa
Vegeu Boxa als Jocs Olímpics d'estiu de 1960
| Esportista        | Esdeveniment   | 1a ronda | 2a ronda                      | 3a ronda                | Quarts de final         | Semifinals       | Final/FC         | Final/FC         |
| ----------------- | -------------- | -------- | ----------------------------- | ----------------------- | ----------------------- | ---------------- | ---------------- | ---------------- |
| Eusebio Mesa      | −61 kg masculí | –        | G. Török (HUN) D KO-1         | No es classificà        | No es classificà        | No es classificà | No es classificà | No es classificà |
| Alfonso Carbajo   | −54 kg masculí | –        | J. Oboh Kalu (NGR) V 5−0      | P. Weiss (AUT) V 3−1    | O. Taylor (AUS) D 1−4   | No es classificà | No es classificà |                  |
| José Luis Biescas | −57 kg masculí |          | A. Bekker (RHO) D 0−5         | No es classificà        | No es classificà        | No es classificà | No es classificà | No es classificà |
| Fernando Riera    | −60 kg masculí | –        | D. Næss (NOR) D 0−5           | No es classificà        | No es classificà        | No es classificà | No es classificà | No es classificà |
| Carmelo García    | −64 kg masculí | –        | M. Kasprzyk (POL) D KO-1      | No es classificà        | No es classificà        | No es classificà | No es classificà | No es classificà |
| Andrés Navarro    | −67 kg masculí | –        | T. Teptani (THA) V 5−0        | V. Aho (FIN) V 5−0      | Y. Radonyak (URS) D 1−4 | No es classificà | No es classificà | No es classificà |
| Cesáreo Barrera   | −71 kg masculí |          | B. van Duivenbode (PBA) D 2−3 | No es classificà        | No es classificà        | No es classificà | No es classificà | No es classificà |
| Manuel García     | +81 kg masculí |          | –                             | A. Abramov (URS) D KO-1 | No es classificà        | No es classificà | No es classificà | No es classificà |

## Ciclisme
Vegeu Ciclisme als Jocs Olímpics d'estiu de 1960

### Ciclisme en pista
Persecució
| José María Errandonea Miquel Martorell Miguel Mora Francesc Tortellà | Persecució per equips | 4:44.87 | 9 | No es classificà | No es classificà | No es classificà | No es classificà | No es classificà | No es classificà | No es classificà | No es classificà |

Velocitat
| Esportista            | Esdeveniment         | Eliminatòria  | Repesca 1     | Repesca 1 final  | Vuitens de final | Repesca 2        | Repesca 2 final  | Quarts de final  | Semifinals       | Final            |
| Esportista            | Esdeveniment         | Temps Posició | Temps Posició | Temps Posició    | Temps Posició    | Temps Posició    | Temps Posició    | Temps Posició    | Temps Posició    | Temps Posició    |
| --------------------- | -------------------- | ------------- | ------------- | ---------------- | ---------------- | ---------------- | ---------------- | ---------------- | ---------------- | ---------------- |
| José María Errandonea | Velocitat individual | − 2 R         | − 2           | No es classificà | No es classificà | No es classificà | No es classificà | No es classificà | No es classificà | No es classificà |
| Francesc Tortellà     | Velocitat individual | − 2 R         | − 2           | No es classificà | No es classificà | No es classificà | No es classificà | No es classificà | No es classificà | No es classificà |

### Ciclisme en ruta
| Esportista                                                      | Esdeveniment              | Temps    | Posició  |
| --------------------------------------------------------------- | ------------------------- | -------- | -------- |
| Ignacio Astigarraga                                             | Ruta                      | 4:25:44  | 56       |
| Ventura Díaz                                                    | Ruta                      | No acabà | No acabà |
| José Antonio Momeñe                                             | Ruta                      | 4:20:57  | 16       |
| Juan Sánchez                                                    | Ruta                      | No acabà | No acabà |
| Ignacio Astigarraga José Antonio Momeñe Ramon Sáez Juan Sánchez | Contrarellotge per equips | 2:21:34  | 8        |

## Esgrima
Vegeu Esgrima als Jocs Olímpics d'estiu de 1960
Masculí
| Esportista                                             | Categoria         | Primera ronda                                                                                                 | Primera ronda                       | Segona ronda                                                                                         | Segona ronda        | Quarts de final     | Semifinals          | Repesca             | Final               | Final    |
| Esportista                                             | Categoria         | Tiradors | C T Pos.                            | Tiradors                                                                                             | C T Pos.            | Quarts de final     | Semifinals          | Repesca             | Tiradors            | C T Pos. |
| ------------------------------------------------------ | ----------------- | --- | ----------------------------------- | --- | ------------------- | ------------------- | ------------------- | ------------------- | ------------------- | -------- |
| Pedro Cabrera                                          | Espasa individual | Grup K Y. Dreyfus (FRA) I. Osman (LEB) B. Hoskyns (GBR) R. Theisen (LUX) R. Stone (AUS) M. Steininger (SUI)   | 1−5 18−28 7                         | No es classificà                                                                                     | No es classificà    | No es classificà    | No es classificà    | No es classificà    | No es classificà    | 73       |
| César de Diego                                         | Sabre individual  | Grup D J. Pawłowski (POL) J. Van Baelen (BEL) J. Wanetschek (AUT) B. Ramos (MEX) L. García (VEN)              | Grups 2−3 15−22 3 Repesca 1−2 3−5 3 | No es classificà                                                                                     | No es classificà    | No es classificà    | No es classificà    | No es classificà    | No es classificà    | 49       |
| Jesús Díez                                             | Espasa individual | Grup I A. Balestrini (ARG) G. Kostava (URS) R. Wiik (FIN) M. Ramadan (LEB) Á. Roldán (MEX) A. Soeratman (INA) | 0−5 18−25 7                         | No es classificà                                                                                     | No es classificà    | No es classificà    | No es classificà    | No es classificà    | No es classificà    | 73       |
| Jesús Díez                                             | Floret individual | Grup D J. Różycki (POL) J. Kamuti (HUN) E. Glazer (USA) L. García (VEN) G. Orengo (MON) G. Abrahamsson (SWE)  | 1−4 20−23 6                         | No es classificà                                                                                     | No es classificà    | No es classificà    | No es classificà    | No es classificà    | No es classificà    | 61       |
| Enrique González                                       | Floret individual | Grup G V. Jdanóvitx (URS) A. Csipler (ROM) J. Debeur (BEL) J. Paladino (URU) B. Pickworth (NZL)               | 2−3 16−19 3 Q                       | Grup E A. Pellegrino (ITA) R. Parulski (POL) C. d'Oriola (FRA) T. Mureșanu (ROM) J. Cerrottini (SUI) | 0−4 11−20 6         | No es classificà    | No es classificà    | No es classificà    | No es classificà    | 31       |
| Manuel Martínez                                        | Espasa individual | Grup D I. Kausz (HUN) G.B. Breda (ITA) J. Pelling (GBR) M. Saykali (LEB) B. Ramos (MEX)                       | 1−3 12−17 6                         | No es classificà                                                                                     | No es classificà    | No es classificà    | No es classificà    | No es classificà    | No es classificà    | 61       |
| Ramón Martínez                                         | Sabre individual  | Grup F Z. Horváth (HUN) J. Roulot (FRA) D. Sande (ARG) S. Fujimaki (JPN) A. Marquilhas (POR)                  | 1−3 16−17 4                         | No es classificà                                                                                     | No es classificà    | No es classificà    | No es classificà    | No es classificà    | No es classificà    | 37       |
| Joaquín Moya                                           | Floret individual | Grup F B. Hoskyns (GBR) M. Fülöp (HUN) H. Lagerwall (SWE) W. Fajardo (MEX) H. Bini (MON) R. Barouch (TUN)     | 3−3 20−24 3 Q                       | Grup A J-C. Magnan (FRA) B. Hoskyns (GBR) A. Axelrod (USA) J. Gruber (VEN) L. Kamuti (HUN)           | 0−4 8−20 6          | No es classificà    | No es classificà    | No es classificà    | No es classificà    | 31       |
| Pablo Ordejón                                          | Sabre individual  | Grup B W. Calarese (ITA) N. Asatiani (URS) G. Ulrich (AUT) M. Sichel (AUS) A. Sebti (MAR)                     | 0−3 3−15 5                          | No es classificà                                                                                     | No es classificà    | No es classificà    | No es classificà    | No es classificà    | No es classificà    | 49       |
| Pedro Cabrera Jesús Díez Manuel Martínez Joaquín Moya  | Espasa equips     | Grup G · Bèlgica · Polònia                                                                                    | 0−2 14−18 3                         | No es classificaren                                                                                  | No es classificaren | No es classificaren | No es classificaren | No es classificaren | No es classificaren | 15       |
| César de Diego Jesús Díez Ramón Martínez Pablo Ordejón | Sabre equips      | Grup E · França · Regne Unit                                                                                  | 0−2 8−19 3                          | No es classificaren                                                                                  | No es classificaren | No es classificaren | No es classificaren | No es classificaren | No es classificaren | 13       |

Femení
| Esportista  | Categoria         | Primera ronda                                                                                         | Primera ronda | Quarts de final  | Semifinals       | Final            | Final    |
| Esportista  | Categoria         | Tiradors                                                                                              | C T Pos.      | Quarts de final  | Semifinals       | Tiradors         | C T Pos. |
| ----------- | ----------------- | --- | ------------- | ---------------- | ---------------- | ---------------- | -------- |
| Pilar Tosat | Floret individual | Grup E V. Rastvorova (URS) E. Orb-Lazăr (ROM) P. Roldán (MEX) E. Terhune (USA) S. Armstrong (IRL)     | 0−5 5−20 6    | No es classificà | No es classificà | No es classificà | 46       |
| María Shaw  | Floret individual | Grup F M. Vicol (ROM) M. Nyári-Kovács (HUN) G. Gorokhova (URS) M. Glen-Haig (GBR) B. Helsingius (FIN) | 2−3 11−16 4   | No es classificà | No es classificà | No es classificà | 28       |
| Carmen Vall | Floret individual | Grup A I.S. Ujlakyné Rejtő (HUN) H. Schmid (GER) J. Appart (BEL) C. Flesch (LUX) M. Nápoles (POR)     | 0−4 6−12 6    | No es classificà | No es classificà | No es classificà | 31       |

## Gimnàstica
Vegeu Gimnàstica als Jocs Olímpics d'estiu de 1960

### Gimnàstica artística
Femení
| Esportista                | Esdeveniment               | Aparells | Aparells | Aparells | Aparells | Total  | Posició |
| Esportista                | Esdeveniment               | T        | BE       | BA       | SC       | Total  | Posició |
| ------------------------- | -------------------------- | -------- | -------- | -------- | -------- | ------ | ------- |
| Elena Artamendi           | Concurs complet individual | 8,300    | 15,366   | 15,866   | 15,999   | 55,531 | 115     |
| Montserrat Artamendi      | Concurs complet individual | 14,466   | 14,666   | 12,533   | 16,132   | 57,797 | 112     |
| Rosa Balaguer             | Concurs complet individual | 15,599   | 15,266   | 13,866   | 15,733   | 60,464 | 105     |
| María Luisa Fernández     | Concurs complet individual | 14,199   | 14,099   | 12,633   | 14,700   | 55,631 | 114     |
| María del Carmen González | Concurs complet individual | 14,266   | 13,533   | 14,366   | 15,266   | 57,431 | 113     |
| Renata Muller             | Concurs complet individual | 16,166   | 13,966   | 15,633   | 14,766   | 60,531 | 104     |

| Esportista | Esdeveniment               | Aparells                                  | Aparells                              | Aparells                            | Aparells                                  | Aparells                                  | Aparells                                  | Aparells                                  | Aparells                            | Total   | Posició |
| Esportista | Esdeveniment               | T                                         | T                                     | BE                                  | BE                                        | BA                                        | BA                                        | SC                                        | SC                                  | Total   | Posició |
| Esportista | Esdeveniment               | O                                         | V                                     | O                                   | V                                         | O                                         | V                                         | O                                         | V                                   | Total   | Posició |
| --- | -------------------------- | ----------------------------------------- | ------------------------------------- | ----------------------------------- | ----------------------------------------- | ----------------------------------------- | ----------------------------------------- | ----------------------------------------- | ----------------------------------- | ------- | ------- |
| Elena Artamendi Montserrat Artamendi Rosa Balaguer María del Carmen González María Luisa Fernández Renata MullerTotal | Concurs complet per equips | 8,300 6,266 7,633 6,433 6,266 8,20036,832 | − 8,200 7,966 7,833 7,933 7,96639,898 | 7,600 7,400 7,333 7,766 6,43337,499 | 7,766 7,266 7,866 6,200 6,333 7,53336,764 | 8,100 5,700 6,200 7,033 6,433 7,83337,398 | 7,766 6,833 7,666 7,333 6,200 7,80037,398 | 7,933 8,066 7,700 7,933 7,300 6,86638,932 | 8,066 8,033 7,333 7,400 7,90039,465 | 302,387 | 16      |

| Esportista                | Esdeveniment       | Qualificació | Qualificació | Qualificació | Qualificació | Final              | Final            | Final            | Final            |
| Esportista                | Esdeveniment       | Obligatori   | Voluntari    | Total        | Posició      | Mitja qualificació | Final            | Total            | Posició          |
| ------------------------- | ------------------ | ------------ | ------------ | ------------ | ------------ | ------------------ | ---------------- | ---------------- | ---------------- |
| Elena Artamendi           | Barra asimètriques | 8,100        | 7,766        | 15,866       | 101          | No es classificà   | No es classificà | No es classificà | No es classificà |
| Elena Artamendi           | Barra d'equilibris | 7,600        | 7,766        | 15,366       | 98           | No es classificà   | No es classificà | No es classificà | No es classificà |
| Elena Artamendi           | Salt sobre cavall  | 7,933        | 8,066        | 15,999       | 96           | No es classificà   | No es classificà | No es classificà | No es classificà |
| Elena Artamendi           | Terra              | 8,300        | −            | 8,300        | 122          | No es classificà   | No es classificà | No es classificà | No es classificà |
| Montserrat Artamendi      | Barra asimètriques | 5,700        | 6,833        | 12,533       | 117          | No es classificà   | No es classificà | No es classificà | No es classificà |
| Montserrat Artamendi      | Barra d'equilibris | 7,400        | 7,266        | 14,666       | 107          | No es classificà   | No es classificà | No es classificà | No es classificà |
| Montserrat Artamendi      | Salt sobre cavall  | 8,066        | 8,066        | 16,132       | 92           | No es classificà   | No es classificà | No es classificà | No es classificà |
| Montserrat Artamendi      | Terra              | 6,266        | 8,200        | 14,466       | 115          | No es classificà   | No es classificà | No es classificà | No es classificà |
| Rosa Balaguer             | Barra asimètriques | 6,200        | 7,666        | 13,866       | 110          | No es classificà   | No es classificà | No es classificà | No es classificà |
| Rosa Balaguer             | Barra d'equilibris | 7,400        | 7,866        | 15,266       | 100          | No es classificà   | No es classificà | No es classificà | No es classificà |
| Rosa Balaguer             | Salt sobre cavall  | 7,700        | 8,033        | 15,733       | 105          | No es classificà   | No es classificà | No es classificà | No es classificà |
| Rosa Balaguer             | Terra              | 7,633        | 7,966        | 15,599       | 107          | No es classificà   | No es classificà | No es classificà | No es classificà |
| María Luisa Fernández     | Barra asimètriques | 6,433        | 6,200        | 12,633       | 116          | No es classificà   | No es classificà | No es classificà | No es classificà |
| María Luisa Fernández     | Barra d'equilibris | 7,766        | 6,333        | 14,099       | 115          | No es classificà   | No es classificà | No es classificà | No es classificà |
| María Luisa Fernández     | Salt sobre cavall  | 7,300        | 7,400        | 14,700       | 112          | No es classificà   | No es classificà | No es classificà | No es classificà |
| María Luisa Fernández     | Terra              | 6,266        | 7,933        | 14,199       | 118          | No es classificà   | No es classificà | No es classificà | No es classificà |
| María del Carmen González | Barra asimètriques | 7,033        | 7,333        | 14,366       | 106          | No es classificà   | No es classificà | No es classificà | No es classificà |
| María del Carmen González | Barra d'equilibris | 7,333        | 6,200        | 13,533       | 118          | No es classificà   | No es classificà | No es classificà | No es classificà |
| María del Carmen González | Salt sobre cavall  | 7,933        | 7,333        | 15,266       | 109          | No es classificà   | No es classificà | No es classificà | No es classificà |
| María del Carmen González | Terra              | 6,433        | 7,833        | 14,266       | 116          | No es classificà   | No es classificà | No es classificà | No es classificà |
| Renata Muller             | Barra asimètriques | 7,833        | 7,800        | 15,633       | 103          | No es classificà   | No es classificà | No es classificà | No es classificà |
| Renata Muller             | Barra d'equilibris | 6,433        | 7,533        | 13,966       | 116          | No es classificà   | No es classificà | No es classificà | No es classificà |
| Renata Muller             | Salt sobre cavall  | 6,866        | 7,900        | 14,766       | 110          | No es classificà   | No es classificà | No es classificà | No es classificà |
| Renata Muller             | Terra              | 8,200        | 7,966        | 16,166       | 102          | No es classificà   | No es classificà | No es classificà | No es classificà |

Masculí
| Esportista            | Esdeveniment               | Aparells | Aparells | Aparells | Aparells | Aparells | Aparells | Total  | Posició |
| Esportista            | Esdeveniment               | T        | A        | CA       | SC       | BP       | BF       | Total  | Posició |
| --------------------- | -------------------------- | -------- | -------- | -------- | -------- | -------- | -------- | ------ | ------- |
| Jaime Belenguer       | Concurs complet individual | 16,70    | 17,30    | 17,80    | 16,45    | 18,15    | 16,90    | 103,30 | 95      |
| Ramón García          | Concurs complet individual | 16,75    | 17,80    | 16,10    | 16,40    | 16,95    | 16,70    | 100,70 | 103     |
| Emilio Lecuona        | Concurs complet individual | 16,35    | 18,25    | 16,55    | 17,40    | 16,10    | 17,25    | 101,90 | 98      |
| Hermenegildo Martínez | Concurs complet individual | 17,40    | 9,35     | −        | 18,10    | −        | 6,40     | 51,25  | 129     |
| Enrique Montserrat    | Concurs complet individual | 15,45    | 17,90    | 15,80    | 17,70    | 17,45    | 15,25    | 99,55  | 106     |
| Luis Valbuena         | Concurs complet individual | 17,45    | 18,00    | 17,15    | 17,70    | 17,55    | 11,05    | 98,90  | 107     |

| Esportista                                                                                              | Esdeveniment               | Aparells                      | Aparells                           | Aparells                           | Aparells                           | Aparells                        | Aparells                        | Aparells                           | Aparells                           | Aparells                        | Aparells                        | Aparells                      | Aparells                        | Total  | Posició |
| Esportista                                                                                              | Esdeveniment               | T                             | T                                  | A                                  | A                                  | CA                              | CA                              | SC                                 | SC                                 | BP                              | BP                              | BF                            | BF                              | Total  | Posició |
| Esportista                                                                                              | Esdeveniment               | O                             | V                                  | O                                  | V                                  | O                               | V                               | O                                  | V                                  | O                               | V                               | O                             | V                               | Total  | Posició |
| --- | -------------------------- | ----------------------------- | ---------------------------------- | ---------------------------------- | ---------------------------------- | ------------------------------- | ------------------------------- | ---------------------------------- | ---------------------------------- | ------------------------------- | ------------------------------- | ----------------------------- | ------------------------------- | ------ | ------- |
| Jaime Belenguer Ramón García Emilio Lecuona Hermenegildo Martínez Enrique Montserrat Luis ValbuenaTotal | Concurs complet per equips | 7,90 8,00 8,40 7,25 8,5040,80 | 8,80 8,75 8,35 9,00 8,20 8,9543,85 | 9,10 8,75 9,05 0,00 8,80 8,7044,40 | 8,20 9,05 9,20 9,35 9,10 9,3046,00 | 8,50 7,55 8,25 − 7,20 8,2539,75 | 9,30 8,55 8,30 − 8,60 8,9043,65 | 7,65 7,50 8,35 8,85 8,75 8,8542,45 | 8,80 8,90 9,05 9,25 8,95 8,8545,00 | 9,30 8,20 7,70 − 8,35 8,4041,95 | 8,85 8,75 8,40 − 9,10 9,1544,25 | 8,20 8,25 6,40 7,00 3,0038,05 | 8,70 8,50 9,00 − 8,25 8,0542,50 | 512,65 | 18      |

| Esportista            | Esdeveniment       | Qualificació | Qualificació | Qualificació | Qualificació | Final              | Final            | Final            | Final            |                  |
| Esportista            | Esdeveniment       | Obligatori   | Voluntari    | Total        | Posició      | Mitja qualificació | Final            | Total            | Posició          |                  |
| --------------------- | ------------------ | ------------ | ------------ | ------------ | ------------ | ------------------ | ---------------- | ---------------- | ---------------- | ---------------- |
| Jaime Belenguer       | Anelles            | 9,10         | 8,20         | 17,30        | 95           | No es classificà   | No es classificà | No es classificà | No es classificà | No es classificà |
| Jaime Belenguer       | Barra fixa         | 8,20         | 8,70         | 16,90        | 100          | No es classificà   | No es classificà | No es classificà | No es classificà |                  |
| Jaime Belenguer       | Barres paral·leles | 9,30         | 8,85         | 18,15        | 56           | No es classificà   | No es classificà | No es classificà | No es classificà |                  |
| Jaime Belenguer       | Cavall amb arcs    | 8,50         | 9,30         | 17,80        | 108          | No es classificà   | No es classificà | No es classificà | No es classificà |                  |
| Jaime Belenguer       | Salt sobre cavall  | 7,65         | 8,80         | 16,45        | 114          | No es classificà   | No es classificà | No es classificà | No es classificà |                  |
| Jaime Belenguer       | Terra              | 7,90         | 8,80         | 16,70        | 108          | No es classificà   | No es classificà | No es classificà | No es classificà |                  |
| Ramón García          | Anelles            | 8,75         | 9,05         | 17,80        | 85           | No es classificà   | No es classificà | No es classificà | No es classificà |                  |
| Ramón García          | Barra fixa         | 8,20         | 8,50         | 16,70        | 102          | No es classificà   | No es classificà | No es classificà | No es classificà |                  |
| Ramón García          | Barres paral·leles | 8,20         | 8,75         | 16,95        | 102          | No es classificà   | No es classificà | No es classificà | No es classificà |                  |
| Ramón García          | Cavall amb arcs    | 7,55         | 8,55         | 16,10        | 108          | No es classificà   | No es classificà | No es classificà | No es classificà |                  |
| Ramón García          | Salt sobre cavall  | 7,50         | 8,90         | 16,40        | 115          | No es classificà   | No es classificà | No es classificà | No es classificà |                  |
| Ramón García          | Terra              | 8,00         | 8,75         | 16,75        | 104          | No es classificà   | No es classificà | No es classificà | No es classificà |                  |
| Emilio Lecuona        | Anelles            | 9,05         | 9,20         | 18,25        | 55           | No es classificà   | No es classificà | No es classificà | No es classificà |                  |
| Emilio Lecuona        | Barra fixa         | 8,25         | 9,00         | 17,25        | 97           | No es classificà   | No es classificà | No es classificà | No es classificà |                  |
| Emilio Lecuona        | Barres paral·leles | 7,70         | 8,40         | 16,10        | 107          | No es classificà   | No es classificà | No es classificà | No es classificà |                  |
| Emilio Lecuona        | Cavall amb arcs    | 8,25         | 8,30         | 16,55        | 108          | No es classificà   | No es classificà | No es classificà | No es classificà |                  |
| Emilio Lecuona        | Salt sobre cavall  | 8,35         | 9,05         | 17,40        | 95           | No es classificà   | No es classificà | No es classificà | No es classificà |                  |
| Emilio Lecuona        | Terra              | 8,00         | 8,35         | 16,35        | 114          | No es classificà   | No es classificà | No es classificà | No es classificà |                  |
| Hermenegildo Martínez | Anelles            | 0,00         | 9,35         | 9,35         | 124          | No es classificà   | No es classificà | No es classificà | No es classificà |                  |
| Hermenegildo Martínez | Barra fixa         | 6,40         | −            | 6,40         | 128          | No es classificà   | No es classificà | No es classificà | No es classificà |                  |
| Hermenegildo Martínez | Salt sobre cavall  | 8,85         | 9,25         | 18,10        | 46           | No es classificà   | No es classificà | No es classificà | No es classificà |                  |
| Hermenegildo Martínez | Terra              | 8,40         | 9,00         | 17,40        | 91           | No es classificà   | No es classificà | No es classificà | No es classificà |                  |
| Enrique Montserrat    | Anelles            | 8,80         | 9,10         | 17,90        | 79           | No es classificà   | No es classificà | No es classificà | No es classificà |                  |
| Enrique Montserrat    | Barra fixa         | 7,00         | 8,25         | 15,25        | 113          | No es classificà   | No es classificà | No es classificà | No es classificà |                  |
| Enrique Montserrat    | Barres paral·leles | 8,35         | 9,10         | 17,45        | 92           | No es classificà   | No es classificà | No es classificà | No es classificà |                  |
| Enrique Montserrat    | Cavall amb arcs    | 7,20         | 8,60         | 15,80        | 108          | No es classificà   | No es classificà | No es classificà | No es classificà |                  |
| Enrique Montserrat    | Salt sobre cavall  | 8,75         | 8,95         | 17,70        | 73           | No es classificà   | No es classificà | No es classificà | No es classificà |                  |
| Enrique Montserrat    | Terra              | 7,25         | 8,20         | 15,45        | 124          | No es classificà   | No es classificà | No es classificà | No es classificà |                  |
| Luis Valbuena         | Anelles            | 8,70         | 9,30         | 18,00        | 73           | No es classificà   | No es classificà | No es classificà | No es classificà |                  |
| Luis Valbuena         | Barra fixa         | 3,00         | 8,05         | 11,05        | 122          | No es classificà   | No es classificà | No es classificà | No es classificà |                  |
| Luis Valbuena         | Barres paral·leles | 8,40         | 9,15         | 17,55        | 86           | No es classificà   | No es classificà | No es classificà | No es classificà |                  |
| Luis Valbuena         | Cavall amb arcs    | 8,25         | 8,90         | 17,15        | 108          | No es classificà   | No es classificà | No es classificà | No es classificà |                  |
| Luis Valbuena         | Salt sobre cavall  | 8,85         | 8,85         | 17,70        | 73           | No es classificà   | No es classificà | No es classificà | No es classificà |                  |
| Luis Valbuena         | Terra              | 8,50         | 8,95         | 17,45        | 89           | No es classificà   | No es classificà | No es classificà | No es classificà |                  |

## Halterofília
Vegeu Halterofília als Jocs Olímpics d'estiu de 1960
| Esportista          | Esdeveniment     | Pes   | Posició |
| ------------------- | ---------------- | ----- | ------- |
| José Luis Izquierdo | −60 kg masculí   | 275,0 | 21      |
| Jesús Rodríguez     | −82,5 kg masculí | 325,0 | 21      |

## Hípica
Vegeu Hípica als Jocs Olímpics d'estiu de 1960
Concurs complet
| Esportista                                                    | Cavall                       | Esdeveniment       | Doma clàssica                   | Cross               | Salt d'obstables    | Total               | Posició             |
| ------------------------------------------------------------- | ---------------------------- | ------------------ | ------------------------------- | ------------------- | ------------------- | ------------------- | ------------------- |
| José Centenera                                                | Libramiento                  | Concurs individual | -167,00                         | No es classificà    | No es classificà    | No es classificà    | No es classificà    |
| Enrique Martínez                                              | Peyoba                       | Concurs individual | -199,50                         | No es classificà    | No es classificà    | No es classificà    | No es classificà    |
| Beltrán Osorio                                                | Dona                         | Concurs individual | -194,01                         | Retirat             | Retirat             | Retirat             | Retirat             |
| Antonio Queipo                                                | Noya                         | Concurs individual | -175,00                         | Retirat             | Retirat             | Retirat             | Retirat             |
| José Centenera Antonio Queipo Beltrán Osorio Enrique Martínez | Libramiento Noya Dona Peyoba | Concurs equips     | -167,00 -175,00 -194,01 -199,50 | No es classificaren | No es classificaren | No es classificaren | No es classificaren |

## Hoquei sobre herba
Vegeu Hoquei sobre herba als Jocs Olímpics d'estiu de 1960

### Masculí
Equip
| - Pedro Amat - Francisco Caballer - Juan Ángel Calzado - José Colomer - Carlos del Coso - José Antonio Dinarés - Eduardo Dualde |  | - Joaquín Dualde - Rafael Egusquiza - Ignacio Macaya - Pedro Murúa - Pedro Roig - Luis María Usoz - Narciso Ventalló |

Entrenador:
Fase de grups − Grup D
| Equip      | J | G | E | P | GF | GC | Dif | Punts |
| ---------- | - | - | - | - | -- | -- | --- | ----- |
| Espanya    | 3 | 2 | 1 | 0 | 8  | 2  | +6  | 5     |
| Regne Unit | 3 | 1 | 2 | 0 | 4  | 1  | +3  | 4     |
| Bèlgica    | 3 | 1 | 1 | 1 | 6  | 6  | 0   | 3     |
| Suïssa     | 3 | 0 | 0 | 3 | 3  | 12 | −9  | 0     |

Resultats
| Ronda            | Data  | Hora  | Partit   | Partit | Partit       |
| ---------------- | ----- | ----- | -------- | ------ | ------------ |
| Fase grups − 1   | 26/08 | 16:30 | Espanya  | 0 − 0  | Regne Unit   |
| Fase grups − 2   | 31/08 | 15:00 | Espanya  | 5 − 1  | Suïssa       |
| Fase grups − 3   | 02/09 | 15:00 | Espanya  | 3 − 1  | Bèlgica      |
| Quarts de final  | 05/09 | 16:00 | Espanya  | 1 − 0  | Nova Zelanda |
| Semifinals       | 07/09 | 10:00 | Pakistan | 1 − 0  | Espanya      |
| Final consolació | 09/09 | 10:00 | Espanya  | 2 − 1  | Regne Unit   |

## Lluita
Vegeu Lluita als Jocs Olímpics d'estiu de 1960

### Lluita grecoromana
| Esportista       | Esdeveniment | Ronda 1                | Ronda 2             | Ronda 3             | Ronda 4           | Ronda 5          | Ronda 6          | Ronda 6          |
| Esportista       | Esdeveniment | Oponent Resultat       | Oponent Resultat    | Oponent Resultat    | Oponent Resultat  | Oponent Resultat | Oponent Resultat | Pos.             |
| ---------------- | ------------ | ---------------------- | ------------------- | ------------------- | ----------------- | ---------------- | ---------------- | ---------------- |
| Santiago Cañete  | −57 kg       | M. Nakouzi (LEB) D     | No es classificà    | No es classificà    | No es classificà  | No es classificà | No es classificà | No es classificà |
| Ángel Cuetos     | −73 kg       | H. Barlie (NOR) D      | A. Rizmayer (HUN) D | No es classificà    | No es classificà  | No es classificà | No es classificà | No es classificà |
| Hernando Delgado | −67 kg       | G. Freij (SWE) D       | J. Pourtau (FRA) D  | No es classificà    | No es classificà  | No es classificà | No es classificà | No es classificà |
| José Panizo      | −87 kg       | J. Graffigna (ARG) G C | –                   | A. Vanhanen (FIN) D | P. Piti (HUN) D C | No es classificà | No es classificà | No es classificà |

## Natació
Vegeu Natació als Jocs Olímpics d'estiu de 1960
Femení
| Esportista     | Esdeveniment  | Sèrie  | Sèrie   | Semifinal        | Semifinal        | Final            | Final            |
| Esportista     | Esdeveniment  | Temps  | Posició | Temps            | Posició          | Temps            | Posició          |
| -------------- | ------------- | ------ | ------- | ---------------- | ---------------- | ---------------- | ---------------- |
| Isabel Castañe | 200 m braça   | 3:10.4 | 28      |                  |                  | No es classificà | No es classificà |
| Rita Pulido    | 100 m lliures | 1:10.0 | 32      | No es classificà | No es classificà | No es classificà | No es classificà |

Masculí
| Esportista         | Esdeveniment    | Sèrie   | Sèrie   | Semifinal        | Semifinal        | Final            | Final            |
| Esportista         | Esdeveniment    | Temps   | Posició | Temps            | Posició          | Temps            | Posició          |
| ------------------ | --------------- | ------- | ------- | ---------------- | ---------------- | ---------------- | ---------------- |
| Guillermo Alsina   | 200 m braça     | 2:51.4  | 5       | No es classificà | No es classificà | No es classificà | No es classificà |
| Julio Cabrera      | 100 m esquena   | 1:06.5  | 6       | No es classificà | No es classificà | No es classificà | No es classificà |
| José Cossio        | 400 m lliures   | 4:50.1  | 5       |                  |                  | No es classificà | No es classificà |
| Emilio Díaz        | 200 m braça     | 2:52.9  | 6       | No es classificà | No es classificà | No es classificà | No es classificà |
| Heriberto de la Fe | 200 m papallona | 2:37.0  | 5       | No es classificà | No es classificà | No es classificà | No es classificà |
| José Vicente León  | 200 m papallona | 2:31.4  | 5       | No es classificà | No es classificà | No es classificà | No es classificà |
| Leopoldo Rodés     | 100 m lliures   | 1:00.7  | 40      | No es classificà | No es classificà | No es classificà | No es classificà |
| Miguel Torres      | 1500 m lliures  | 19:21.8 | 4       |                  |                  | No es classificà | No es classificà |

## Pentatló modern
Vegeu Pentatló modern als Jocs Olímpics d'estiu de 1960
| Esportista       | Esdeveniment | Hípica | Esgrima | Natació | Tir | Camp a través | Final | Final |
| ---------------- | ------------ | ------ | ------- | ------- | --- | ------------- | ----- | ----- |
| Fernando Irayzoz | Individual   | 1.031  | 425     | 680     | 670 | 580           | 3.386 | 51    |
| Joaquín Villalba | Individual   | 943    | 494     | 880     | 850 | 700           | 3.867 | 44    |

## Piragüisme
Vegeu Piragüisme als Jocs Olímpics d'estiu de 1960
| Esportista                        | Esdeveniment        | Sèrie   | Sèrie   | Repesca | Repesca | Semifinal | Semifinal | Final            | Final            |
| Esportista                        | Esdeveniment        | Temps   | Posició | Temps   | Posició | Temps     | Posició   | Temps            | Posició          |
| --------------------------------- | ------------------- | ------- | ------- | ------- | ------- | --------- | --------- | ---------------- | ---------------- |
| Joaquín Larroya                   | K1 1000 m masculins | 4:12.93 | 6 QR    | 4:13.82 | 2 QS    | 4:20.39   | 6         | No es classificà | No es classificà |
| Juan Miguel Feliz Joaquín Larroya | K2 1000 m masculins | 3:46.36 | 2 QS    | –       | –       | 3:54.14   | 5         | No es classificà | No es classificà |

## Rem
Vegeu Rem als Jocs Olímpics d'estiu de 1960
| Julio López | Scull individual   | 8:13.94 | 5 R | 8:11.40 | 4 | No es classificà    | No es classificà    | No es classificà    | No es classificà    |
| Enrique Castelló José Sahuquillo Joaquín del Real                                                                                          | Dos amb timoner    | 8:06.44 | 5 R | 8:04.63 | 4 | No es classificaren | No es classificaren | No es classificaren | No es classificaren |
| Franco Cobas Emilio García José Méndez Alberto Valtierra Armando González                                                                  | Quatre amb timoner | 7:07.23 | 6 R | 7:07.50 | 5 | No es classificaren | No es classificaren | No es classificaren | No es classificaren |
| Ignacio Alcorta José Almandoz José Aristegui Santiago Beitia José Ibarburu Manuel Ibarburu José Leiceaga Trimido Vaqueriza Faustino Amiano | Vuit amb timoner   | 6:31.43 | 5 R | 6:52.46 | 4 | No es classificaren | No es classificaren | No es classificaren | No es classificaren |

## Tir
Vegeu Tir als Jocs Olímpics d'estiu de 1964
| Esportista         | Esdeveniment           | Qualificació | Qualificació | Final            | Final            |
| Esportista         | Esdeveniment           | Punts        | Posició      | Punts            | Posició          |
| ------------------ | ---------------------- | ------------ | ------------ | ---------------- | ---------------- |
| José Manuel Andoin | Rifle 3 posicions 50 m | 519          | 31           | No es classificà | No es classificà |
| José Luis Calvo    | Rifle estesa 50 m      | 378          | 29           | No es classificà | No es classificà |
| Rafael de Juan     | Fossa                  | -            | -            | No es classificà | No es classificà |
| Minervino González | Pistola ràpida 25 m    |              |              | 561              | 38               |
| Minervino González | Pistola lliure 50 m    | 360          | 5 Q          | 528              | 31               |
| Ángel León Gozalo  | Pistola lliure 50 m    | 345          | 16 Q         | 537              | 18               |
| José Llorens       | Rifle 3 posicions 50 m | 516          | 31           | No es classificà | No es classificà |
| José Llorens       | Rifle estesa 50 m      | 378          | 29           | No es classificà | No es classificà |
| Juan Malo          | Fossa                  | 90           | 16           | 166              | 32               |
| Luis Palomo        | Pistola ràpida 25 m    |              |              | 576              | 18               |

## Vela
Vegeu Vela als Jocs Olímpics d'estiu de 1960
| Esportista                                      | Esdeveniment    | Curses | Curses  | Curses | Curses | Curses | Curses | Curses  | Total punts | Punts nets | Posició |
| Esportista                                      | Esdeveniment    | 1      | 2       | 3      | 4      | 5      | 6      | 7       | Total punts | Punts nets | Posició |
| ----------------------------------------------- | --------------- | ------ | ------- | ------ | ------ | ------ | ------ | ------- | ----------- | ---------- | ------- |
| Gonzalo Fernández                               | Finn            | 303    | DNF 101 | 1043   | 303    | 323    | 415    | 168     | 2.656       | 2.555      | 21      |
| Juan Manuel Alonso-Allende Gabriel Laiseca      | Flying Dutchman | 513    | 416     | 814    | 513    | 446    | 478    | 1291    | 4.471       | 4.055      | 11      |
| José Ocejo Emilio Gurruchaga                    | Star            | 215    | 136     | 174    | 286    | 312    | 312    | 154     | 1.589       | 1.453      | 22      |
| Santiago Pi Juan Mirangels José Pi              | Dragon          | 117    | 117     | 101    | 134    | 117    | 117    | DNF 101 | 804         | 703        | 27      |
| Eusebio Bertrand Jorge Martí Juan Antonio Ragué | 5.5 metres      | 266    | 426     | 149    | 301    | 149    | 602    | 301     | 2.194       | 2.045      | 13      |